# Commanderie de Santeny
La commanderie de Santeny est une commanderie templière avant de devenir une commanderie hospitalière. Elle se trouve à Santeny et fait partie du prieuré hospitalier du Temple appartenant à la langue de France.

## Origines
En mars 1290, l'ordre du Temple acquiert la seigneurie de Santeny de Jeanne de Blois-Châtillon comtesse de Blois et de Brie, pour le salut de son âme et contre 1 000 livres alors possédé par le chevalier Guillaume, dit Bataille, seigneur de Villemenon,. Ils achètent, au chevalier Bataille, en 1292, au prix de 690 livres parisis sa maison seigneuriale de Santeny. Elle possédait 94 arpents de terre avec droits de justice et de cens,. Ils étendent ainsi leur pouvoir sur toute la vallée de l'Yerre et la forêt de Sénart. De cette seigneurie dépendait également les fiefs de Cossigny et d'Ormoy appartenant à Jean de Brie, le fief d'Adam du Ban et celui du chevalier Pollo. En 1295, toujours au chevalier Bataille, ils achètent encore pour 33 livres parisis 19 arpents de bois au chêne Gaillard à Santeny,.

## La commanderie
L'Ordre disparaît au début du XIVe siècle et la commanderie de Santeny est dévolue aux Hospitaliers de l'ordre de Saint-Jean de Jérusalem.
Au XVe siècle, la commanderie est une véritable forteresse avec basse-cour, des tours, des fossés et pont-levis. Elle est ensuite petit à petit démantelée au point qu'il n'en restait que la basse-cour avec 100 arpents de terre labourable et 300 arpents de bois ayant un revenu de 1 800 livres par an.
En 1730, Germain-Louis Chauvelin, garde des sceaux, ministre d’État et président à mortier au Parlement, voulu réunir sa seigneurie de Villecresnes qui jouxtait la commanderie de Santeny. Il donnait en échange sa terre du Plessis-Pommeraie et son fief de Beaulieu. Jean Philippe d'Orléans, prieur, après consultation du grand maître António Manoel de Vilhena, accepte l'échange à la condition que Chauvelin rajoute deux maisons d'un revenu annuel de 500 livres au lieu dit la Grande-Pinte, hors du faubourg Saint-Antoine. L'échange fut fait par acte notarié le 18 janvier 1733,. Chauvelin constitua ainsi le marquisat de Grosbois et les Hospitaliers avec le fief de Beaulieu créèrent la commanderie du Plessis à Creil.

## Sources
- Alain Demurger, « Les ordres religieux-militaires: sources et pratiques », dans The Templars and their Sources, Routledge, 2017, 420 p. (ISBN 978-1-3154-7527-1, présentation en ligne), p. 180-181
- Eugène Mannier, Les commanderies du grand prieuré de France d'après les documents inédits conservés aux archives nationales à Paris, Paris, 1872 (lire en ligne)